# Subdivisions de la Syrie

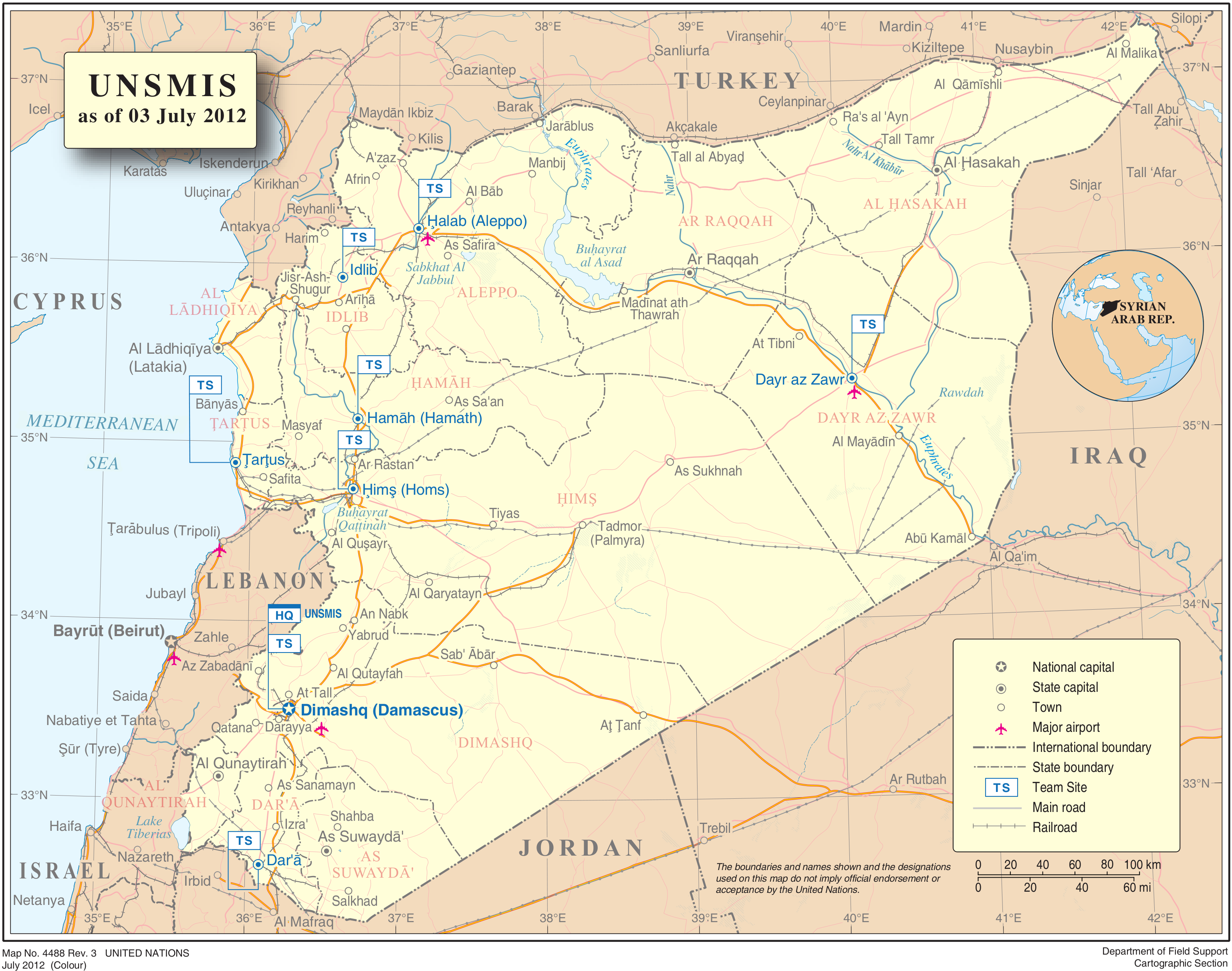
Carte détaillée de la Syrie (source: ONU).

Les subdivisions de la Syrie constituent l'ensemble des divisions administratives du territoire de la Syrie. Elles comprennent des gouvernorats (ou « mouhafazas » ; en arabe : محافظات / muḥāfaẓāt, au singulier محافظة / muḥāfaẓa), divisés en districts (ou « mintakas » ; en arabe : مناطق / manāṭiq, au singulier منطقة / minṭaqa), eux-mêmes divisés en sous-districts (ou « nahiés » ; en arabe : نواحي / nawāḥī, au singulier ناحية / nāḥiya). Ceux-ci contiennent les villages qui sont les plus petites unités administratives.